# JAC T8
JAC T8 (кит. 帅铃T8) — среднеразмерный пикап, производимый с 2018 года китайской компанией JAC Motors.

## Описание
Автомобиль JAC T8 впервые был представлен в 2018 году. Его цены составляют от 88800 до 162800 юаней.
За всю историю производства автомобиль оснащается тремя дизельными двигателями внутреннего сгорания объёмом 2 литра, мощностью 138—190 л. с. и крутящим моментом 290—320 Н*м. Каждый двигатель сочетается в паре с шестиступенчатой механической трансмиссией. Конкурентом модели является Great Wall Poer KingKong.
В Россию JAC T8 Pro поставляется с 2,4-литровым турбированным бензиновым двигателем внутреннего сгорания мощностью 211 л. с. в комплектации Full Extra (на китайском рынке Obsisdian Edition, а на белорусском — Luxury). Имеются и другие двигатели и комплектации. Сам автомобиль представляет модификацию JAC T6 повышенной грузоподъёмности. По габаритам модель близка к Changan Hunter Plus и Ford Ranger.
Также существует электромобиль i3-T330 с аккумулятором ёмкостью 67,2 кВт*ч.